# إردب
الإردَب مكيال مستخدم في مصر منذ زمن طويل. وهو مكيال إسلامي استعمل في الوزن والكيل أثناء العصور الإسلامية.

## مقدار الإردب بالوحدات التقليدية
يعادل الإردب 24 صاعا. والإردب ـ كما ذكر عبد الله باشا فكري في كتابه «الفوائد الفكرية للمكاتب المصرية» يساوي 6 ويبات، والويبة تساوي كيلتين، والكيلة تساوي ربعين، والربع يساوي ملوتين، والملوة تساوي قدحين، والقدح يساوي نصفين، والنصف يساوي ربعتين، والربعة تساوي تمنتين، والتمنة خروبتين، والخروبة قيراطين. وعلى هذا يساوي الإردب الواحد 24 ربعًا، والربع 4 أقداح، والقدح 32 قيراطًا.

## الإردب عند الفقهاء
- يساوي الإردب عند الحنفية 78 كيلوجراما.
- ويساوي عند الجمهور 84.96 كيلوجراما.

## الإردب حسب نوع الحبوب
لكل نوع من أنوع الحبوب وزنة معينة يقال عليها إردب:
1. إردب القمح = 150 كيلوجرامًا
2. إردب الفول الدميسة = 160 كيلوجرامًا
3. إردب الفول السوداني بقشره = 75 كيلوجرامًا
4. إردب الفول السوداني بدون قشر = 155 كيلوجرامًا
5. إردب العدس الصحيح = 160 كيلوجرامًا
6. إردب العدس المجروش = 148 كيلوجرامًا
7. إردب الشعير = 120 كيلوجرامًا
8. إردب الذرة الشامية = 140 كيلوجرامًا
9. إردب الذرة الرفيعة = 140 كيلوجرامًا
10. إردب الحلبة = 155 كيلوجرامًا
11. إردب الترمس = 150 كيلوجرامًا
12. إردب الحمص = 150 كيلوجرامًا
13. إردب السمسم = 120 كيلوجرامًا
14. إردب البرسيم الحب = 175 كيلوجرامًا
15. إردب بذرة الكتان = 122 كيلوجرامًا
16. إردب القرطم = 113 كيلوجرامًا
17. إردب النخالة = 67.5 كيلوجرامًا
18. إردب الفريك = 140 كيلوجرامًا
19. إردب اللوبيا = 120 كيلوجرامًا
20. إردب الأرز الأبيض = 125 كيلوجرامًا
21. إردب البسلة الناشفة = 160 كيلوجرامًا
22. إردب مستخلص بذرة القطن = 120 كيلوجرامًا

## القنطار والقنطار المتري
والقنطار وحدة قياس أقل من الإردب ويقاس بها الأقطان والبصل، وفي حالة الأقطان فإننا نسميه القنطار المتري وهو يساوي:
1. قنطار متري قطن الزهر = 157.5 كيلو جراما
2. قنطار متري قطن الشعر = 50 كيلو جراما
3. قنطار بصل = 45 كيلو جراما

## المصدر
1. ↑  عبد الله باشا فكري: الفوائد الفكرية للمكاتب المصرية، ط4. المطبعة الكبرى الأميرية ببولاق، مصر، 1893. ص 17، 18

- كتاب حقيقة الدينار والدرهم والصاع والمد لأبي العباس أحمد العزفي السبتي.
- علي جمعة المكاييل والموازين الشرعية.